# Самоиндукция
Самоиндукция — это явление возникновения ЭДС индукции в проводящем контуре (в цепи) при изменении протекающего через контур тока.
При изменении тока в контуре прямо 
пропорционально меняется и магнитный поток через поверхность, ограниченную этим контуром. Изменение этого магнитного потока, в силу закона электромагнитной индукции, приводит к возбуждению в этом контуре индуктивной ЭДС.
Это явление и называется самоиндукцией. Стоит отметить, что данное понятие родственно понятию взаимоиндукции, являясь как бы его частным случаем.
Направление ЭДС самоиндукции всегда оказывается таким, что при возрастании тока в цепи ЭДС самоиндукции препятствует этому возрастанию (направлена против тока), а при убывании тока — убыванию (сонаправлена с током). Явление самоиндукции проявляется в замедлении процессов исчезновения и установления тока.
При сопоставлении силы электрического тока со скоростью в механике и электрической индуктивности с массой в механике ЭДС самоиндукции сходна с силой инерции.
Величина ЭДС самоиндукции пропорциональна скорости изменения силы (переменного) тока {\displaystyle i}:
{\displaystyle {\mathcal {E}}=-L{\frac {di}{dt}}}.
Коэффициент пропорциональности {\displaystyle L} называется коэффициентом самоиндукции или индуктивностью контура (катушки).

## Самоиндукция и синусоидальный ток
В случае синусоидальной зависимости тока, текущего через катушку, от времени, ЭДС самоиндукции в катушке отстаёт от тока по фазе на {\displaystyle \pi /2} (то есть на 90°), а амплитуда этой ЭДС пропорциональна амплитуде тока, частоте и индуктивности ({\displaystyle {\mathcal {E}}_{0}=L\omega I_{0}}). Ведь скорость изменения функции — это её первая производная, а {\displaystyle {\frac {d\sin \omega t}{dt}}=\omega \cos \omega t=\omega \sin(\omega t+\pi /2)}.
Для расчёта более или менее сложных схем, содержащих индуктивные элементы, то есть витки, катушки и т. п. устройства, в которых наблюдается самоиндукция, (особенно, полностью линейных, то есть не содержащих нелинейных элементов) в случае синусоидальных токов и напряжений применяют метод комплексных импедансов или, в более простых случаях, менее мощный, но более наглядный его вариант — метод векторных диаграмм.
Заметим, что всё описанное применимо не только непосредственно к синусоидальным токам и напряжениям, но и практически к произвольным, поскольку последние могут быть практически всегда разложены в ряд или интеграл Фурье и таким образом сведены к синусоидальным.
В более или менее непосредственной связи с этим можно упомянуть о применении явления самоиндукции (и, соответственно, катушек индуктивности) в разнообразных колебательных контурах, фильтрах, линиях задержки и других разнообразных схемах электроники и электротехники.

## Самоиндукция и скачок тока
За счёт явления самоиндукции в электрической цепи с источником ЭДС при замыкании цепи ток устанавливается не мгновенно, а через какое-то время. Аналогичные процессы происходят и при размыкании цепи, при этом (при резком размыкании) величина ЭДС самоиндукции может в этот момент значительно превышать ЭДС источника.
Чаще всего в обычной жизни это используется в катушках зажигания автомобилей. Типичное напряжение зажигания при напряжении питающей батареи 12 В составляет 7-25 кВ. Впрочем, превышение ЭДС в выходной цепи над ЭДС батареи здесь обусловлено не только резким прерыванием тока, но и коэффициентом трансформации, поскольку чаще всего используется не простая катушка индуктивности, а катушка-трансформатор, вторичная обмотка которой как правило имеет во много раз большее количество витков (то есть, в большинстве случаев схема несколько более сложная, чем та, работа которой полностью объяснялось бы через самоиндукцию; однако физика её работы и в таком варианте отчасти совпадает с физикой работы схемы с простой катушкой).
Это явление применяется и для поджига люминесцентных ламп в стандартной традиционной схеме (здесь речь идёт именно о схеме с простой катушкой индуктивности — дросселем).
Кроме того, явление самоиндукции надо учитывать всегда при размыкании контактов, если ток течёт по нагрузке с заметной индуктивностью: возникающий скачок ЭДС может приводить к пробою  промежутка между контактами и/или другим нежелательным эффектам, для подавления которых в этом случае, как правило, необходимо принимать разнообразные специальные меры, например устанавливать диод в обратном включении параллельно выводам катушки (дросселя).